# Liogenys moseri
Liogenys moseri – gatunek chrząszcza z rodziny poświętnikowatych i podrodziny chrabąszczowatych. Endemit Brazylii.

## Taksonomia
Gatunek ten opisany został po raz pierwszy w 1969 roku przez Georga Freya. Jako lokalizację typową wskazano Rio de Janeiro w Brazylii. Epitet gatunkowy nadano na cześć Juliusa Mosera.

## Morfologia
Chrząszcz o ciele długości od 9,8 do 10,8 mm i szerokości od 4,6 do 5 mm, ubarwionym głównie ceglasto z przedpleczem rudobrązowym.
Głowa ma oczy rozstawione na prawie dwukrotność swoich szerokości i dziesięcioczłonowe czułki. Wykrojenie krawędzi nadustka jest płytkie, szerokie i zaokrąglone; ząbki przednie po jego bokach mają równoległe i tak długie jak oko krawędzie zewnętrzne, tworzące kąty proste z wyrostkami bocznymi nadustka, a odległości pomiędzy ząbkami przednimi a wyrostkami bocznymi nadustka są mniejsze od szerokości nasady ząbków.
Przedplecze ma łysy dysk z rozproszonym i grubym punktowaniem, lekko pośrodku wysuniętą krawędź przednią oraz zaokrąglone, lekko rozwarte kąty tylne. Tarczka jest ostrołukowata, grubo u podstawy punktowana. Błyszczące, łyse, ponad trzykrotnie od przedplecza dłuższe pokrywy mają wyraźnie wyniesiony szew i po cztery słabo zaznaczone żeberka. Na biodrach przednich występują łuski. Golenie przedniej pary mają trzy ząbki na krawędzi zewnętrznej, z których nasadowy jest najmniejszy, a środkowy i wierzchołkowy równych rozmiarów. Golenie środkowej pary mają przekrój kwadratowy i niekompletną wierzchołkową z dwóch listewek poprzecznych. Tylna para odnóży u samca ma wyciągniętą pośrodkowo krawędź wewnętrzną goleni.
Odwłok ma odsłonięte, porośnięte szczecinkami propygidium oraz szerokie, niemal kwadratowe, płaskie, obficie porośnięte szczecinkami i pokryte siateczkowatym punktowaniem, na szczycie zaokrąglone pygidium. Genitalia samca mają paramery o wcięciu sięgającym ⅔ długości, krawędziach wewnętrznych zbieżnych, a wierzchołku rozszerzonym i zaokrąglonym; w widoku bocznym paramery są lekko wklęśnięte.

## Rozprzestrzenienie
Gatunek neotropikalny, endemiczny dla Brazylii, znany ze stanów Mato Grosso i Rio de Janeiro.